# Pax Walker
Pax Walker, eigentlich Winifred Fryett (* 22. Dezember 1920 in St Pancras, London; † 27. Dezember 2007 in Dover, Kent) war eine britische Filmschauspielerin der 1940er Jahre.

## Leben
Pax Walker war die Tochter von Ernest Fryett und Winifred Walker, eine preisgekrönte britische Malerin und Artist in Residence der Royal Horticultural Society. Ihre Eltern hatten 1907 geheiratet. Im selben Jahr wurde ihr Bruder James Ernest Charles Fryett geboren. Die Eltern ließen sich 1930 scheiden.
Pax Walker spielte in Alfred Hitchcocks Film Verdacht (1941) die Rolle der Phoebe und war in einer Nebenrolle in dem US-amerikanischen Episodenfilm Auf ewig und drei Tage (1943) mit Charles Laughton und Anna Neagle zu sehen. Daneben trat sie mit Diana Barrymore in dem Film noir Wie ein Albtraum (Nightmare, 1942, Regie: Tim Whelan) und mit Margaret Sullavan in dem von Metro-Goldwyn-Mayer produzierten Drama Cry Havoc (1943; Regie: Richard Thorpe) auf.
Pax Walker war in erster Ehe mit Reginald George Lohan und in zweiter Ehe mit dem Schauspieler Launce Maraschal (bürgerlicher Name Tom Garstang) verheiratet. Im September 1939 überlebte sie zusammen mit ihrer Mutter die Versenkung des britischen Passagierschiffs Athenia durch ein deutsches U-Boot im Nordatlantik, wobei 112 Menschen ums Leben kamen.

## Filmografie
- 1941: Verdacht (Suspicion)
- 1942: Wie ein Albtraum (Nightmare)
- 1943: Auf ewig und drei Tage (Forever and a Day)
- 1943: Cry Havoc